# Watertown (hrabstwo Jefferson)
Watertown – miasto w Stanach Zjednoczonych, w stanie Wisconsin, w hrabstwie Jefferson.